# Liga Marplatense de Fútbol
La Liga Marplatense de Fútbol es una de ligas regionales de fútbol de Argentina, con sede en la calle Rawson 3274 de la ciudad de Mar del Plata, Provincia de Buenos Aires, que aglutina y organiza la práctica deportiva del fútbol oficial en la ciudad y alrededores.

## Historia
Los primeros partidos se remontan a 1905, dándose en terrenos improvisados y recordándose como emblemático el que estaba ubicado frente al Instituto Peralta Ramos y pegado a la Plaza Pueyrredón (entonces, Plaza París).  Uno de los primeros encuentros practicados en la ciudad fue el que sostuvieron Gral. Pueyrredón vs. Sagrada Familia.  Luego fue el momento de la fundación de otros clubes.  El Albión y el Pedro Luro fueron de los primeros, siguiéndoles Amigos Unidos, Gral. Belgrano, Atlético Mar del Plata, Sud África, Porteños, River Plate y otros.
En 1913 se funda el San Martín.  Ese mismo año, los señores Allard, Dolfus, Silard y Wiriot, eran los propietarios de la empresa "Sociedad Nacional de Trabajos Públicos de París" que estaba construyendo el puerto, deciden formar un club de fútbol. Con las dos primeras letras de cada apellido, se formó la palabra Aldosivi, nombre que se le dio al flamante equipo.
Es entonces que, por iniciativa del señor Pedro A. Seré, en 1913 se dio forma orgánica a la Liga Marplatense de Football. Los clubes fundadores fueron Aldosivi, Atl. Mar del Plata, Pedro Luro y San Martín.  El debut de Aldosivi se produjo frente a Atl. Mar del Plata, donde Atlético ganó 13 a 1.  Sin embargo, el clásico de la primera hora de Atl. Mar del Plata fue ante San Martín.
Hubo otros tantos clubes en la ciudad, que por entonces pertenecieron a segunda división: Miguel Alfredo Martínez de Hoz (ascendió a 1.ª en 1920), Gral. Mitre, Platense, Patricio Peralta Ramos, Sporting Club, Peñarol, Stella Maris, Estudiantes, Rivadavia o Huracán.
Los enfrentamientos eran con clubes de Dolores o Maipú, hasta la llegada de GEBA y Ferro C. Sud (jugaron contra Atl. Mar del Plata) y de Estudiantil Porteño (se enfrentó a San Martín).  Racing de Avellaneda y San Isidro jugaron un partido muy recordado, en el viejo paseo General Paz, pues ambos clubes estaban en su apogeo con jugadores como Muttoni, Wilson, Ochoa, Olazar, Morroni, Costas, Marcovecchio, Fernández y Perineti.
La aparición de nuevos equipos, terminó con la hegemonía de Atl. Mar del Plata, en materia de resultados. Nacional (luego Gral. Urquiza) se coronó campeón en 1915 con la siguiente formación: Fussari; Ottaviani e Iribarren; Altoé, García y Assali; Caporaletti, Menéndez, Guaragna, Giangualano y Frigero.
El club Sarmiento obtuvo el título en 1918, pocos años antes de su desaparición, pero con la militancia de buenos caballeros como fueron Manuel García, Duhalde, Rinaldi, Pagni, Hernando, Santandreu, Penoni, Dal Pozzi, Grossi, Cháves o Bellomo.
En 1920 se crea la Federación Marplatense, fusionándose en 1921 las dos entidades regentes existentes para crear en 1921 la Asociación Marplatense de Football. 
En julio del año 1921, el señor Pablo Albide y un grupo de amigos del cual era "líder", que vivían cerca de la Avda. Independencia y Alvarado, tenían ganas de crear un equipo de fútbol, por lo que decidieron crear el Club Atlético Kimberley, ícono de institución social, a través de beneficios y bonos hacia sus asociados en la década de 1960, inclusive hasta la actualidad, aunque en menor medida. 
En el mes de abril de 1922, nació el Club Atlético Quilmes, gracias al empeño y fervor de personas vinculadas con la ciudad. Al poco tiempo, Quilmes fue definitivamente adentrándose en los ámbitos deportivos de la ciudad y se convirtió en una de las instituciones no solo más poderosas, sino también más prestigiosas e influyentes durante años, el club Quilmes -puede decirse esto sin temor a equívocos- fue el sostén del fútbol marplatense, porque en su segunda nueva cancha (Avda. Colón y Marconi), se jugaban todos los partidos de los tres certámenes marplatenses y no fue solamente un año, sino varios. 
El 4 de mayo de 1952, se inauguró el Estadio General San Martín.
Resumen
San Martín ganó el primer título, Atlético Mar del Plata dominó en los inicios, Quilmes dio doce vueltas olímpicas en un cuarto de siglo y San Lorenzo logró la impresionante marca de seis campeonatos consecutivos (1963-1968). Kimberley lidera la tabla de títulos en soledad, con 17, sacándole 2 de ventaja a Quilmes.  Venero Sosa y Ludovico Avio son los futbolistas más ganadores (6).

## Equipos afiliados
| Equipo                                                 | Ciudad                 | Año de Fundación | Provincia    |
| ------------------------------------------------------ | ---------------------- | ---------------- | ------------ |
| Club Brown de Sierra de los Padres                     | Sierra de los Padres   | 2021             | Buenos Aires |
| Colegiales Sarmiento                                   | Mar del Plata          | 2014             | Buenos Aires |
| Club Atlético Los Andes / Club Juventud Unida de Batán | Batán                  | 1950             | Buenos Aires |
| Club Social y Deportivo Camet                          | Mar del Plata          | 1942             | Buenos Aires |
| Círculo Deportivo de Comandante Nicanor Otamendi       | Cdte. Nicanor Otamendi | 1921             | Buenos Aires |
| Club Atlético Aldosivi                                 | Mar del Plata          | 1913             | Buenos Aires |
| Club Atlético Cadetes de San Martín                    | Mar del Plata          | 1939             | Buenos Aires |
| Club Atlético Alvarado                                 | Mar del Plata          | 1928             | Buenos Aires |
| Club Atlético Unión                                    | Mar del Plata          | 1926             | Buenos Aires |
| Club Atlético Kimberley                                | Mar del Plata          | 1921             | Buenos Aires |
| Talleres Fútbol Club                                   | Mar del Plata          | 1927             | Buenos Aires |
| Club Atlético Banfield                                 | Mar del Plata          | 1941             | Buenos Aires |
| Club Atlético San Lorenzo                              | Mar del Plata          | 1921             | Buenos Aires |
| Club Deportivo Norte                                   | Mar del Plata          | 1937             | Buenos Aires |
| Club Atlético Peñarol                                  | Mar del Plata          | 1922             | Buenos Aires |
| Club Atlético Quilmes                                  | Mar del Plata          | 1922             | Buenos Aires |
| Club Atlético Independiente                            | Mar del Plata          | 1921             | Buenos Aires |
| Club Atlético General Urquiza                          | Mar del Plata          | 1914             | Buenos Aires |
| Club Atlético Nación                                   | Mar del Plata          | 1928             | Buenos Aires |
| Club Atlético Mar del Plata                            | Mar del Plata          | 1906             | Buenos Aires |
| Club Atlético San Isidro                               | Mar del Plata          | 1928             | Buenos Aires |
| Club Atlético Boca Juniors                             | Mar del Plata          | 1928             | Buenos Aires |
| Club Atlético Once Unidos                              | Mar del Plata          | 1940             | Buenos Aires |
| Club Atlético Racing                                   | Mar del Plata          | 1926             | Buenos Aires |
| Club Atlético River Plate                              | Mar del Plata          | 1926             | Buenos Aires |
| Club Atlético General Mitre                            | Mar del Plata          | 1912             | Buenos Aires |
| Club Deportivo Al Ver Verás                            | Mar del Plata          | 1930             | Buenos Aires |
| Club Social y Deportivo Argentinos del Sud             | Mar del Plata          | 1930             | Buenos Aires |
| Club Atlético San José                                 | Mar del Plata          | 1947             | Buenos Aires |
| Club Atlético Libertad                                 | Mar del Plata          | 1927             | Buenos Aires |
| Club Atlético El Cañón                                 | Mar del Plata          | 1939             | Buenos Aires |
| Club Atlético Huracán                                  | Mar del Plata          | 1920             | Buenos Aires |
| Club Atlético Almagro Florida                          | Mar del Plata          | 1950             | Buenos Aires |
| Club Atlético Marplatense                              | Mar del Plata          | 2020             | Buenos Aires |

| 1. |

## Campeones por año
| Campeonato | Campeón                                |
| ---------- | -------------------------------------- |
| 1913       | San Martín                             |
| 1914       | Atlético Mar de Plata                  |
| 1915       | Nacional                               |
| 1916       | Atlético Mar de Plata                  |
| 1917       | Atlético Mar de Plata                  |
| 1918       | Sarmiento                              |
| 1919       | No se disputó                          |
| 1920       | General Mitre                          |
| 1921       | General Mitre                          |
| 1922       | General Mitre                          |
| 1923       | Independiente                          |
| 1924       | Nacional                               |
| 1925       | Nacional                               |
| 1926       | Nación                                 |
| 1927       | Peñarol                                |
| 1928       | Nación                                 |
| 1929       | Atlético Mar de Plata                  |
| 1930       | Nación                                 |
| 1931       | Independiente                          |
| 1932       | Independiente                          |
| 1933       | Kimberley                              |
| 1934       | Kimberley                              |
| 1935       | Quilmes                                |
| 1936       | Kimberley                              |
| 1937       | Quilmes                                |
| 1938       | Huracán                                |
| 1939       | Quilmes                                |
| 1940       | Quilmes                                |
| 1941       | Quilmes                                |
| 1942       | Atlético Mar de Plata                  |
| 1943       | Quilmes                                |
| 1944       | General Urquiza                        |
| 1945       | Atlético Mar del Plata                 |
| 1946       | Unión                                  |
| 1947       | Kimberley                              |
| 1948       | Quilmes                                |
| 1949       | Peñarol                                |
| 1950       | Talleres                               |
| 1951       | Quilmes                                |
| 1952       | Nación                                 |
| 1953       | River Plate                            |
| 1954       | River Plate                            |
| 1955       | River Plate                            |
| 1956       | Quilmes                                |
| 1957       | Quilmes                                |
| 1958       | Quilmes                                |
| 1959       | Quilmes                                |
| 1960       | Círculo Deportivo                      |
| 1961       | Independiente                          |
| 1962       | Kimberley                              |
| 1963       | San Lorenzo                            |
| 1964       | San Lorenzo                            |
| 1965       | San Lorenzo                            |
| 1966       | San Lorenzo                            |
| 1967       | San Lorenzo                            |
| 1968       | San Lorenzo                            |
| 1969       | Kimberley                              |
| 1970       | Kimberley                              |
| 1971       | San Lorenzo                            |
| 1972       | San Lorenzo                            |
| 1973       | Aldosivi                               |
| 1974       | Aldosivi                               |
| 1975       | Aldosivi                               |
| 1976       | Círculo Deportivo                      |
| 1977       | Alvarado                               |
| 1978       | Kimberley                              |
| 1979       | San Lorenzo                            |
| 1980       | San Lorenzo                            |
| 1981       | San Lorenzo                            |
| 1982       | Kimberley                              |
| 1983       | Kimberley                              |
| 1984       | Círculo Deportivo                      |
| 1985       | Círculo Deportivo                      |
| 1986       | Kimberley                              |
| 1987       | Club Deportivo Norte                   |
| 1988       | Club Deportivo Norte                   |
| 1989       | Aldosivi                               |
| 1990       | Alvarado                               |
| 1991       | Kimberley                              |
| 1992       | Alvarado                               |
| 1993       | Aldosivi                               |
| 1994       | Aldosivi                               |
| 1995       | San Lorenzo                            |
| 1996       | San Lorenzo                            |
| 1997       | Alvarado                               |
| 1998       | Atlético Mar del Plata                 |
| 1999       | Quilmes                                |
| 2000       | Kimberley                              |
| 2001       | Banfield                               |
| 2002       | Quilmes                                |
| 2003       | Cadetes de San Martin                  |
| 2004       | Banfield                               |
| 2005       | Círculo Deportivo                      |
| 2006       | Unión                                  |
| 2007       | San José                               |
| 2008       | Quilmes                                |
| 2009       | Cadetes de San Martin                  |
| 2010       | Independiente                          |
| 2011       | Kimberley                              |
| 2012       | Alvarado                               |
| 2013       | Atlético Mar del Plata                 |
| 2014       | General Urquiza                        |
| 2015       | Círculo Deportivo                      |
| 2016       | Kimberley                              |
| 2017       | Círculo Deportivo                      |
| 2018       | Nación                                 |
| 2019       | Kimberley                              |
| 2020       | Suspendido por la Pandemia de Covid-19 |
| 2021       | Argentinos del Sud                     |
| 2022       | Kimberley                              |
| 2023       | Atlético Mar de Plata                  |
| 2024       | Atlético Mar de Plata                  |

## Títulos por equipo
| Club                          | Campeón | Títulos                                                                                              |
| ----------------------------- | ------- | --- |
| Kimberley                     | 17      | 1933, 1934, 1936, 1947, 1962, 1969, 1970, 1978, 1982, 1983, 1986, 1991, 2000, 2011, 2016, 2019, 2022 |
| Quilmes                       | 15      | 1935, 1937, 1939, 1940, 1941, 1943, 1948, 1951, 1956, 1957, 1958, 1959, 1999, 2002, 2008             |
| San Lorenzo                   | 13      | 1963, 1964, 1965, 1966, 1967, 1968, 1971, 1972, 1979, 1980, 1981, 1995, 1996                         |
| Atlético Mar del Plata        | 10      | 1914, 1916, 1917, 1929, 1942, 1945, 1998, 2013, 2023, 2024                                           |
| Círculo Deportivo             | 7       | 1960, 1976, 1984, 1985, 2005, 2015, 2017                                                             |
| Aldosivi                      | 6       | 1973, 1974, 1975, 1989, 1993, 1994                                                                   |
| Alvarado                      | 5       | 1977, 1990, 1992, 1997, 2012                                                                         |
| Independiente                 | 5       | 1923, 1931, 1932, 1961, 2010                                                                         |
| General Urquiza (ex Nacional) | 5       | 1915, 1924, 1925, 1944, 2014                                                                         |
| Nación                        | 5       | 1926, 1928, 1930, 1952, 2018                                                                         |
| General Mitre                 | 3       | 1920, 1921, 1922                                                                                     |
| River Plate                   | 3       | 1953, 1954, 1955                                                                                     |
| Deportivo Norte               | 2       | 1987, 1988                                                                                           |
| Peñarol                       | 2       | 1927, 1949                                                                                           |
| Cadetes de San Martín         | 2       | 2003, 2009                                                                                           |
| Banfield                      | 2       | 2001, 2004                                                                                           |
| Unión                         | 2       | 1946, 2006                                                                                           |
| Talleres                      | 1       | 1950                                                                                                 |
| Sarmiento                     | 1       | 1918                                                                                                 |
| Huracán                       | 1       | 1938                                                                                                 |
| San Martín                    | 1       | 1913                                                                                                 |
| San José                      | 1       | 2007                                                                                                 |
| Argentinos del Sud            | 1       | 2021                                                                                                 |

## Mesa directiva
- Presidente: Dr. Roberto Jorge Fernández.
- Vicepresidente 1º: Fernando Diéguez.
- Vicepresidente 2º: Raúl Ramón Carrá.
- Secretario: Ricardo Gustavo Charlier.
- Secretario: Néstor Toroski.
- Pro-secretario: José Alberto Mulinetti.
- Tesorero: Marcelo Daniel Bianchimano.
- Pro-tesorero: Christian Alejandro Pérez.